# Bohuslav Duchoň
Bohuslav Duchoň (* 13. června 1961) je bývalý slovenský fotbalový záložník.

## Hráčská kariéra
V československé nejvyšší soutěži zasáhl do 2 utkání v dresu Interu Bratislava, v nichž neskóroval. Do Interu přišel z Modranky, poté odešel do Sence.

## Ligová bilance
| Ročník                                   | Zápasy | Góly | Minuty | Klub                      |
| ---------------------------------------- | ------ | ---- | ------ | ------------------------- |
| 1. československá fotbalová liga 1980/81 | 2      | 0    | 40     | Inter Slovnaft Bratislava |
| CELKEM 1. LIGA ČSSR                      | 2      | 0    | 40     |                           |